# Кварц-Гілл (Каліфорнія)
Кварц-Гілл (англ. Quartz Hill) — переписна місцевість (CDP) в США, в окрузі Лос-Анджелес штату Каліфорнія. Населення — 11 447 осіб (2020).

## Географія
Кварц-Гілл розташований за координатами 34°39′7″ пн. ш. 118°12′57″ зх. д. / 34.65194° пн. ш. 118.21583° зх. д. (34.651988, -118.215945).  За даними Бюро перепису населення США в 2010 році переписна місцевість мала площу 9,75 км², з яких 9,74 км² — суходіл та 0,00 км² — водойми.

## Демографія
Згідно з переписом 2010 року, у переписній місцевості мешкало 10 912 осіб у 3712 домогосподарствах у складі 2831 родини. Густота населення становила 1120 осіб/км².  Було 4018 помешкань (412/км²).
Расовий склад населення:
| - 75,3 % — білих - 7,3 % — чорних або афроамериканців - 2,8 % — азіатів - 1,3 % — корінних американців - 0,3 % — вихідців з тихоокеанських островів - 8,7 % — осіб інших рас |

До двох чи більше рас належало 4,4 %. Частка іспаномовних становила 24,6 % від усіх жителів.
За віковим діапазоном населення розподілялося таким чином: 26,7 % — особи молодші 18 років, 63,2 % — особи у віці 18—64 років, 10,1 % — особи у віці 65 років та старші. Медіана віку мешканця становила 36,6 року. На 100 осіб жіночої статі у переписній місцевості припадало 97,4 чоловіків;  на 100 жінок у віці від 18 років та старших — 94,6 чоловіків також старших 18 років.
Середній дохід на одне домашнє господарство  становив 69 082 долари США (медіана — 54 245), а середній дохід на одну сім'ю — 76 199 доларів (медіана — 62 188). Медіана доходів становила 49 348 доларів для чоловіків та 42 217 доларів для жінок. За межею бідності перебувало 21,8 % осіб, у тому числі 31,7 % дітей у віці до 18 років та 14,3 % осіб у віці 65 років та старших.
Цивільне працевлаштоване населення становило 3998 осіб. Основні галузі зайнятості: освіта, охорона здоров'я та соціальна допомога — 24,2 %, роздрібна торгівля — 13,3 %, будівництво — 10,8 %, публічна адміністрація — 9,5 %.